# Hans Petersonstipendiet
Hans Petersonstipendiet instiftades 2003 och delas årligen ut till unga, lovande och nyetablerade barn- och ungdomsboksförfattare som arbetar med "den oerhört viktiga uppgiften att skapa god läsning och därmed stora upplevelser för dagens barn och ungdomar." Varje år delar fonden ut ett stipendium på 50 000 kronor.
Priset tycks inte ha delats ut efter 2011.

## Pristagare
- 2003 – Magnus Nordin och Tomas Dömstedt
- 2004 – Katarina Kieri
- 2005 – Maja Hjertzell
- 2006 – Ingrid Olsson
- 2007 – Anna Vikström
- 2008 – Mårten Melin
- 2009 – Tomas Fröhling
- 2010 – Maja-Maria Henriksson
- 2011 – Katarina Genar

### Fotnoter
1. ↑  pressmeddelande 2008
2. ↑  ”Thomas Fröhling får 2009 års Hans Petersonstipendium!”. Rabén & Sjögren. Arkiverad från originalet den 18 augusti 2010. https://web.archive.org/web/20100818012117/http://www.rabensjogren.se/Pa-gang/Nyheter/20091/Thomas-Frohling-far-2009-ars-Hans-Petersonstipendium-----/. Läst 28 maj 2012.